# Kōji Wakamatsu
Kōji Wakamatsu (japanisch 若松 孝二 Wakamatsu Kōji; * 1. April 1936 in Wakuya, Präfektur Miyagi; † 17. Oktober 2012 in Tokio) war ein japanischer Filmregisseur und Filmproduzent, der unter anderem Filme drehte, die zum Genre Pink Eiga zählen. Er gilt als einer der bedeutendsten Regisseure dieses Genres und des japanischen Kinos der 1960er-Jahre im Allgemeinen. Bekannte Filme von Wakamatsu sind unter anderem Ecstasy of the Angels (天使の恍惚 Tenshi no Kōkotsu) und Zwei Mal Jungfrau (ゆけゆけ二度目の処女 Yuke Yuke Nidome no Shojo), die beide in den 1960ern entstanden. Wakamatsus Werk umfasst über 100 Filme, von denen nur wenige in Europa oder den USA veröffentlicht wurden. Seine Produktionsfirma war unter anderem an dem Film Im Reich der Sinne beteiligt. Kōji Wakamatsu nahm an einigen Filmfestivals teil wie zuletzt mit Caterpillar, der 2010 im Wettbewerb der Berlinale lief.

## Leben
Kōji Wakamatsu wurde am 1. April 1936 in Wakuya, Miyagi, geboren. Er arbeitete zunächst als Bauarbeiter. Im Alter von 22 Jahren begann er sich für den Film zu interessieren, da er ein Mittel suchte, seine Wut auszudrücken. Wakamutsu versuchte dies als Schriftsteller, sah dann aber schnell im Film eine bessere Ausdrucksmöglichkeit. 1963 begann Kōji Wakamatsu  seine Filmkarriere bei Nikkatsu. Bis 1965 drehte er 20 Exploitationfilme für das Studio, wobei er sich nach dem Erfolg von Daydream (白日夢 Hakujitsumu) von Tetsuji Takechi 1964  auf das Genre Pink Eiga zu konzentrieren begann. Dadurch inspiriert drehte er den Film Geschichten hinter Wänden (壁の中の秘事 Kabe no Naka no Himegoto), den er zur Berlinale 1965 einreichte, obwohl die Bewertung durch die japanische Filmbewertungsorganisation Eirin noch ausstand. Dieser Film wurde als sehr explizit angesehen und in Japan als nationale Schande empfunden. Infolgedessen wurde der Film von Nikkatsu nicht besonders stark vermarktet, weshalb Kōji Wakamatsu beschloss, eine eigene Produktionsfirma zu gründen. In dieser Firma nahm er junge und talentierte Filmemacher auf, von ihr produzierte Filme wurden auch zunehmend politisch explizit. Die Verleiher wollten zunehmend solche Skandalfilme wie Geschichten hinter Wänden, da diese sich gut verkaufen ließen, dennoch war es schwer für Wakamatsu Geld für seine Produktionen zu bekommen. Er musste sich Geld leihen, war so jedoch unabhängig in seiner Arbeit.
The Embryo Hunts In Secret (胎児が密猟する時 Taiji ga Mitsuryō Suru Toki), ein Film über einen Mann, der eine Frau kidnappt und vergewaltigt, bis diese fliehen kann und ihn ersticht, aus dem Jahr 1966 war Kōji Wakamatsus erster selbst produzierter Film. Seine Filme der späten 1960er-Jahre waren allesamt Produktionen mit sehr kleinen Budgets. In einigen der Filmen rezipierte er mehr oder weniger frei tatsächlich begangene Verbrechen. 1972 schloss Kōji Wakamatsu seine Produktionsfirma, nachdem er zuvor immer wieder ins Visier der Polizei geraten war. Als ein Gebäude, das am Ende eines seiner Filme gesprengt wurde, tatsächlich von einer Bombe zerstört wurde, war Wakamatsu verdächtigt worden, den Film als Probelauf für diese Tat verwandt zu haben. Zudem hatte er 1971 den Propagandafilm RED ARMY/P.F.L.P: Declaration of World War von Masao Adachi produziert, woraufhin seine Büroräume mehrmals von der Polizei durchsucht wurden und er mehrere Male zu politisch motivierten Straftaten befragt wurde. Als Produzent blieb Wakamatsu aber weiterhin aktiv und war so auch an Filmen anderer Regisseure beteiligt. Zu den bekanntesten zählt Im Reich der Sinne aus dem Jahr 1976. Wakamatsu hatte selbst mit dem Gedanken gespielt, die Geschichte der Sada Abe zu verfilmen, konnte das Projekt aber aufgrund der hohen Kosten nicht realisieren. Nagisa Ōshima schickte Kōji Wakamatsu ein Drehbuch, das diese Geschichte verwandte. Er hatte bereits einen französischen Produzenten, der 50 Millionen Yen in den Film investierte, und brauchte nun noch einen japanischen Ko-Produzenten. Diese Rolle übernahm dann die Firma Wakamatsus. Zudem drehte und produzierte er wieder kleine Exploitationfilme für größere Firmen wie die Shintoho Studios.
Gegen Ende der 1970er-Jahre wandte sich Kōji Wakamatsu erneut Filmen mit größeren Budgets und dem Mainstream zu. Seinen ersten großen Mainstream-Film veröffentlichte Wakamatsu 1979 noch bei der Produktionsfirma Shishi Productions, deren Vertrieb Tōei übernahm. Danach gründete er wieder seine eigene Produktionsfirma. A Pool without Water (Mizu no nai puuru) im Jahr 1982 war wieder ein Pink-Eiga-Film, der jedoch eine große Reichweite hatte, weil er in normalen, großen Kinos gezeigt wurde. In letzter Zeit griff Wakamatsu in seinen Filmen historische Themen auf. So veröffentlichte er 2008 den Film United Red Army, in dem er die Japanische Rote Armee und insbesondere den Asama-Sansō-Vorfall thematisierte. Im Film Caterpillar aus dem Jahr 2010, der im Wettbewerb der 60. Berlinale lief und einen silbernen Bären für die Schauspielerin Shinobu Terajima erhielt, griff er die Folgen des Zweiten Weltkrieges in Japan auf. In Wakamatsus Produktionsfirma hatten über die Jahre viele Filmemacher ihr Debüt. Darunter waren Banmei Takahashi, Genji Nakamura und Kan Mukai. Wakamatsu starb am 17. Oktober 2012 in Tokio an den Folgen eines Autounfalls.

## Werk
Kōji Wakamatsu drehte und produzierte mehr als  100 Filme. Ein Großteil von ihnen wurde nur im japanischen Markt veröffentlicht, in den letzten Jahren vor seinem Tod wurden einige auch für ausländische Märkte aufgelegt. Problematisch ist dabei, dass Wakamatsu aus Kostengründen auf die Lagerung einiger seiner Filme verzichtete. So war von Geschichten hinter Wänden in Japan keine Kopie mehr vorhanden, weshalb  eine deutsche Kopie auf Filmfestivals vorgeführt wurde. Wakamatsu verneinte für sein Werk direkte Einflüsse anderer Regisseure, jedoch gab er an, dass Jean-Luc Godard seine Art Filme zu machen beeinflusst habe. So sagte Wakamatsu: „Als ich Außer Atem gesehen habe, ist mir klar geworden, dass man bei Filmen wirklich Freiheiten hat, dass ich keine Grammatik oder Regeln brauche. Das habe ich dann in meinen Filmen auch umgesetzt. Es war also eher eine mentale Einstellung, als ein filmischer Einfluss.“
Viele der Filme Wakamatsus weisen gemeinsame Stilelemente und Themen auf. Den Film Zwei Mal Jungfrau wollte Wakamatsu eigentlich komplett in Farbe drehen. Da Farbfilme jedoch zu teuer waren, wurde es ein Schwarzweißfilm, mit einigen Szenen in Farbe. Dieses Element wurde von Kritikern hervorgehoben und gelobt und von Kōji Wakamatsu deshalb auch in anderen Filmen angewandt. Ebenfalls haben viele Filme eine Enge des Raumes gemeinsam, die Geschichte findet an nur wenigen Orten statt. Zwei Mal Jungfrau spielt hauptsächlich auf einem Hochhausdach, Geschichten hinter Wänden auf einem Polizeirevier. Der Film Gewalt! Gewalt: Shojo Geba-Geba spielt zwar in der Wüste, aber auch in ihm wird die Enge und Begrenztheit des Raumes thematisiert. Auch die Soundtracks seiner Filme fielen im Vergleich zu vielen anderen gewagter und besonderer aus. Yosuke Yamashita, der für Ecstasy of the Angels einen Jazz-Soundtrack einspielte, wurde später ein berühmter Jazz-Pianist. Der Soundtrack zu Violation of Thirteen ist eine Mischung aus Jazz und Schreien, und wenn diese pausieren, dann ist Industrielärm zu hören.

## Filmografie (Auswahl)
- 1963: Oiroke sakusen
- 1964: Resume of Love Affairs
- 1965: Geschichten hinter Wänden
- 1966: The Love Robots
- 1967: Diary Story of a Japanese Rapist
- 1969: Zwei Mal Jungfrau (ゆけゆけ二度目の処女, Yuke Yuke Nidome no Shojo)
- 1969: Gewalt! Gewalt: shojo geba-geba
- 1969: King Ping Meh – Chinesischer Liebesreigen
- 1969: Running in Madness, Dying in Love
- 1972: Ecstacy of the Angels
- 1975: 100 Years of Torture: The History
- 1977: Torture Chronicles Continues: 100 Years
- 1982: A Pool without Water
- 1989: Kiss yori kantan
- 1992: Erotic Liaisons (エロチックな関係, Erochikku na Kankei)
- 1995: Endless Waltz
- 2004: Cycling Chronicles: Landscapes the Boy Saw
- 2007: United Red Army
- 2010: Caterpillar
- 2012: 11:25 The Day He Chose His Own Fate
- 2012: Sennen no yuraku